# MH 14. Rába Légvédelmi Rakétaezred
A Magyar Honvédség 14. Rába Légvédelmi Rakétaezred, a Magyar Honvédség 1997-ben felszámolt egyik légvédelmi rakétaezrede volt.

## A szervezet rövid története
1951. november 1-én alakult meg 2. légvédelmi tüzérosztály (MN1715) néven Szentesen. Három közepes légvédelmi ágyús ütegből, törzsszakaszból és tisztes iskola ütegből állt. Fegyverzetét 85 mm-es légvédelmi ágyúk képezték. Első csapatzászlaját 1952. július 5-én Szentes város üzemeitől kapta. 1960-ban átfegyverzésre került SZ-60 típusú (57 mm-es) légvédelmi ágyúkkal.
1963. augusztusában Lenti helyőrségbe diszlokált. Ezzel egyidőben a 8. Gépkocsizó Lövészhadosztály alárendeltségébe került és a MN5532 megnevezést kapta. Majd 1968. szeptember 1-én Magyar Néphadsereg 14. Légvédelmi Tüzérezred néven négyüteges légvédelmi tüzérezreddé szervezték át.
1976. augusztus 15-én Győr helyőrségbe diszlokált, majd augusztus 17-én a MN 11. Harckocsi Hadosztály alárendeltségébe került. 1977-ben átszervezésre került három légvédelmi rakétaüteges szervezetű Kub típusú légvédelmi rakétaezreddé. 1978-ban kiváló értékeléssel hajtotta végre első légvédelmi rakéta éleslövészetét a Szovjetunió állami lőterén. Második légvédelmi rakéta éleslövészetét 1983-ban megfelelő, éleslövészettel egybekötött harcászati gyakorlatát 1987-ben megfelelő értékeléssel teljesítette.
1978-ban kiváló értékeléssel hajtotta végre első légvédelmi rakéta éleslövészetét a Szovjetunió állami lőterén. Második légvédelmi rakéta éleslövészetét 1983-ban megfelelő, éleslövészettel egybekötött harcászati gyakorlatát 1987-ben megfelelő értékeléssel teljesítette.
1991. március 15-én felvette a Magyar Honvédség 14. Rába Légvédelmi Rakétaezred nevet és Győr Megyei Jogú Város Önkormányzatától csapatzászlót kapott. 1991. december 9-i hatállyal az 1. Gépesített Hadtest alárendeltségéből a Légvédelmi Parancsnokság állományába került.
1992-ben a MH 18. Légvédelmi Rakétaezredtől (Nagykanizsa) átvett két légvédelmi rakétaüteggel ötüteges szervezetű lett. 1993-ban ezredzászló és jelvény (Unikornis) használatát határozta el. 1997. augusztus 31-i hatállyal felszámolták.
A szintén megszűnő MH 7. Bethlen Gábor Légvédelmi Rakétaezred és MH 15. Kalocsa Légvédelmi Rakétaezred összevonásával létrehozták a MH 12. Vegyes Légvédelmi Rakétaezredet Győr helyőrségben.

## Parancsnokok
Az ezred parancsnokai (a kinevezéskor viselt rendfokozattal)
- 1951.    Nagy-Pál József százados
- 1954.    Majoros János őrnagy
- 1957.    Őze János őrnagy
- 1963.    Szomi Pál őrnagy
- 1964.    Illés László százados
- 1970.    Nagy János alezredes
- 1973.    Pál Gyula alezredes
- 1975.    Rossi Ferenc alezredes
- 1977.    Fodor Mihály ezredes
- 1989.    Németh István alezredes
- 1995.    Kiss Mihály alezredes